# Holcolaetis zuluensis
Holcolaetis zuluensis is een spinnensoort uit de familie van de springspinnen (Salticidae).
De wetenschappelijke naam van de soort werd in 1937 gepubliceerd door Reginald Frederick Lawrence.